# Bab-el-Mandeb
Le Bab-el-Mandeb (de l'arabe باب المندب, littéralement la « porte des lamentations ») est un détroit de la mer Rouge reliant celle-ci au golfe d'Aden, et séparant Djibouti et l'Érythrée, en Afrique, du Yémen, sur la péninsule Arabique.
Le Bab-el-Mandeb est à la fois un emplacement stratégique important et l'un des couloirs de navigation les plus fréquentés au monde. Il est situé sur l'itinéraire empruntant la mer Rouge et le canal de Suez et concentrait, en 2023, 12 % du trafic maritime mondial, dont 75 % des exportations européennes. Pour le commerce entre l'Europe du Nord et l'Asie, l'alternative passe par le cap de Bonne-Espérance, soit un détour de 6 500 km.

## Un corridor stratégique
En 1799, les Britanniques s'emparent de l'île de Périm qui se dresse à l'entrée sud du détroit, pour en faire un avant-poste militaire de l'Empire des Indes. En 1857, alors que la France et l'Egypte entreprennent le percement du canal de Suez, ils revendiquent leurs droits sur Périm. En 1861, ils construisent un phare à Straits Point, à l'extrémité orientale de l'île.

### Route commerciale
Le Bab el-Mandeb acquiert une position stratégique exceptionnelle à partir de 1869, grâce à l'ouverture du canal de Suez qui raccourcit le voyage entre l'Europe et les rivages de l'océan Indien.
Le Royaume-Uni et la France ont longtemps maîtrisé le trafic maritime, les Britanniques maintenant leur présence au Yémen jusqu'en 1967 et les Français contrôlant Djibouti jusqu'en 1977.
Plus récemment, le détroit a retrouvé un regain d'intérêt quand les Américains ouvrirent une base militaire à Djibouti en 2002, près des installations militaires françaises non loin de l'aéroport international d'Ambouli et dans le cadre de la lutte contre la piraterie autour de la Corne de l'Afrique.
Un projet de pont reliant Djibouti au Yémen a été envisagé en 2005-2007, porté par la compagnie Al Noor City Development Corporation. Passant par l'île Périm, cet ouvrage hypothétique pourrait être le plus long pont suspendu au monde. La guerre civile au Yémen a suspendu le projet.

En 2017, et à la suite d'un accord passé en 2015, la république populaire de Chine (RPC) installe également à Djibouti une base militaire (Base chinoise de Doraleh), sa première à l'extérieur de ses frontières. Le gouvernement chinois y voit là un intérêt économique majeur, mais aussi stratégique : il s'agit officiellement d'une base visant à soutenir les opérations navales chinoises dans l’océan Indien et, plus largement, au Moyen-Orient, ainsi que les missions de maintien de la paix des Nations unies. De manière plus symbolique, cette première base militaire chinoise à l'étranger souligne la volonté d'implication de la Chine dans les affaires du monde. Enfin, l'accès au golfe d'Aden et à l'océan Indien offre un accès sur des territoires disputés entre l'Inde et la république populaire de Chine.

#### 2023-2024: Crise de la mer Rouge
À partir de novembre 2023, en réponse à la guerre d'Israël contre le Hamas dans la bande de Gaza, les rebelles yéménites houthis lancent des attaques militaires contre les navires transitant par le Bab-el-Mandeb. En trois mois, une quarantaine de bateaux sont visés. Un roulier polonais, le Galaxy Leader est détourné en novembre. Le 2 mars, le Rubymar coule, menaçant de polluer le littoral corallien. Le 6 mars 2024, les missiles houthis tuent trois marins du True Confidence.
Le trafic maritime chute de 42 % en deux mois, se détournant vers le cap de Bonne-Espérance, ce qui renchérit les coûts de 35 %. Pour protéger les navires, une coalition autour des États-Unis lance, en décembre, l'opération militaire Gardien de la prospérité ; en février 2024, l'Union européenne décide de sa propre opération militaire défensive, l'opération Aspide.

### Télécommunications
À partir de 1986 avec la mise en service du premier câble sous-marin SEA-ME-WE, le détroit est aussi devenu un carrefour des télécommunications mondiales.
En 2023, on dénombre une quinzaine de câbles comme Europe India Gateway, SEA-ME-WE 3, SEA-ME-WE 4, SEA-ME-WE 5, EASSy, SEACOM, Africa Asia Europe 1, TGN,…
Lors de la crise de la mer Rouge, à partir de novembre 2023, des attaques houthies visent aussi les câbles sous-marins. En mars 2024, lors de son naufrage, l'ancre du Rubymar est également suspectée d'avoir endommagé quatre câbles de télécommunication, fragilisant les télécommunications,.

## Étymologie
Le nom de Bab-el-Mandeb proviendrait, selon une légende arabe, des lamentations de ceux qui furent noyés par le tremblement de terre qui sépara l'Asie de l'Afrique.
Selon une autre, son nom signalerait les dangers relatifs à sa navigation : il existe en effet un courant de surface de l'océan Indien vers la mer Rouge dans le canal oriental et un fort courant en sens inverse - mer Rouge → océan Indien - dans le canal occidental. Les navigateurs empruntant le mauvais chenal se lamenteraient de la difficulté de naviguer à contre-courant.

## Géographie
Le détroit est long d'environ 75 km. L'entrée méridionale du détroit se situe entre le ras Siyyân (rive sud-ouest, Djibouti) et le ra’s Ḩişn Murād (ras Menheli) (rive nord-est, Yémen). La sortie nord se trouve entre le ras Loma Zerf Cha'f (rive sud-ouest, Érythrée) et Wāhijah (rive nord-est, Yémen).
Sa largeur minimale est d'environ 27 km, entre le ras Menheli, sur la côte yéménite, et le ras Siyyân, à Djibouti, ces deux derniers caps marquant à la fois l'entrée sud du détroit et la limite entre la mer Rouge et le golfe d'Aden. À cet endroit, le détroit se resserre et se retrouve divisé en deux canaux par l'île volcanique de Périm (ou jazirat Mayyun) : le canal oriental, connu sous le nom de Bab Iskender (« le canal d'Alexandre ») mesure 3,15 km de large pour une profondeur maximale de 30 m, tandis que le canal occidental, ou Dact el Mayyun, est large de 20,9 km et profond de 310 m. À la sortie du canal occidental, dans le golfe d'Aden, se trouvent les six îles de l'archipel des Sept Frères.

### Traversée à la nage
Quelques nageurs ont réalisé la traversée des 29 km reliant Djibouti au Yémen. Le nageur turc Emre Seven a été le premier à tenter cette traversée, en avril-mai 2013. Le Français Hans Le Gloan a réalisé cette traversée en 6 heures et 16 minutes fin novembre 2024.